# Dragon Beauties
Dragon Beauties為台灣中華職棒味全龍專屬啦啦隊，官方稱呼小龍女。成員由三位台灣知名啦啦隊林襄、Yuri、菲菲以及三位韓國高人氣啦啦隊李多慧、權喜原、金娜妍所組成的職業舞者，目前規模34人。

## 簡史

### 2019：草創期
味全龍隊重返中華職棒，因此一併成立專屬啦啦隊「Go Beauties小龍女」。於2019年9月開始招募，並由舞蹈老師KIMIKO擔任評審長，且聘請有「啦啦隊女神」美稱的前LamiGirls及Fubon Angels啦啦隊員—Amis擔任舞蹈總監 。2019年11月29日正式成軍，並於2019亞洲冬季棒球聯盟輪番登場。

### 2020－2021
2020年球季於二軍出賽，雖至2021年才能在一軍出賽應援，但球團仍提前先打造啦啦隊各式應援及球員應援曲。2020年11月23日起，因應即將升上一軍啦啦隊人力吃緊，因此開始徵募第二期成員，同時也是首個啦啦隊員徵選報名資格中，不限制性別的啦啦隊。原名為「Go Beauties小龍女」，但2021年起更名為「味全龍啦啦隊」。2021年5月14日正式成立官方Instagram，再度更名為「Dragon Beauties」。同年6月2日成立官方Facebook粉專。

### 2022
2022年，小龍女引入背號系統，同時應援球衣也將繡上女孩們的專屬背號，方便球迷記憶。2022年8月5日公布第一批練習生，並於同月在天母主場進行應援。同年10月15日因先前延賽及補賽規劃等因素，為味全龍斗六主場賽事首度有13位啦啦隊員及3位練習生進行應援。10月30日則因味全龍隊回歸後首度打入季後挑戰賽，為Dragon Beauties小龍女首度於季後賽進行應援。

### 2023
2023年6月24日，「小龍女主場秀」主題日，賽前表演正式宣告由味全果汁品牌“每日C”冠名贊助。

### 2024
2024年2月，女性攝影師暨莉奈文創創辦人尹莉奈、莉奈享務所GM陳儀德接任小龍女經紀人，莉奈文創旗下藝人、前樂天女孩成員林襄一併加入小龍女。2024年2月26日，味全龍宣布林襄加入小龍女。
2024年3月22日，前樂天女孩成員李多慧接任小龍女隊長。
2024年7月27日，味全龍舉辦「2024全心全意為妳：Dragon Beauties小龍女徵選會」，總計選出小龍女16人。

### 2025
2025年1月23日，小龍女公布2025年度全新擴編陣容，前樂天女孩Yuri、菲菲加盟小龍女，以及4名練習生轉正，新球季一共32名成員，一舉躍升為中華職棒規模最大的啦啦隊。
2025年5月29日，味全龍宣布網羅韓籍啦啦隊員權喜原、金娜妍加入，於6月6日參與首場應援。
2025年7月，尹莉奈向ETtoday新聞雲證實移居蘇州市，小龍女仍由莉奈享務所經營。

## 成員

### 管理團隊
| 職稱     | 藝名本名英文      | 備註 |
| 隊長     | 小映廖映慈Ying    | 2024年起擔任隊長2020年曾錄取空服員，但因為疫情的緣故，選擇放棄。2022年起同步為新竹攻城獅的專屬啦啦隊慕獅女孩成員。              |
| 隊長     | 李多慧이다혜Dahye | 2024年起擔任隊長2023年曾為中華職棒樂天桃猿啦啦隊Rakuten Girls成員。                                                             |
| 副隊長   | 霖霖李芷霖Lin     | 2024年起擔任副隊長曾是競技啦啦隊國手。曾為樂天桃猿啦啦隊Rakuten Girls練習生。2020年起同步為新竹攻城獅的專屬啦啦隊慕獅女孩成員。 |
| 舞蹈總監 | 小蛙洪薏婷Wa      | 2024年起擔任舞蹈總監。現同步為美式啦啦隊Luxy Girl成員。                                                                         |

### 目前成員
| 入隊年 | 藝名本名英文          | 生日  | 身高 | 專屬背號 | 備註 | 來源   |
| 2019   | 琪琪劉怡琪Kiki        | 08/26 | 158  | 77       | 1.2019－2023年曾為DB隊長。2.過去曾為義大犀牛啦啦隊犀睛女孩（2014）、統一7-ELEVEN獅Uni Girls（2015）及棒協所屬CT Girls（2016）。3.2020年曾加入新竹攻城獅專屬啦啦隊慕獅女孩成員。 | [ 23 ] |
| 2019   | 星岑陳嘉玟Lavender    | 12/15 | 165  | 27       | 1.O2 GIRL氧氣女孩舞團成員2.2020年曾加入新竹攻城獅專屬啦啦隊慕獅女孩成員。3.現同步擔任桃園台啤永豐雲豹MC。 | [ 24 ] |
| 2019   | 米奇吳旻芳Mickey      | 06/16 | 162  | 16       | 1.具有阿美族血統。2.O2 GIRL氧氣女孩舞團成員。3.曾為東南亞職業籃球聯賽專屬啦啦隊Formosa Sexy成員。4.第15屆SBL超級籃球聯賽莊頭北啦啦隊。 | [ 25 ] |
| 2019   | 心璇張怡萱Shen        | 10/12 | 158  | 25       | 1.原藝名「璇璇」。菱格世代DD52曾烈焰之心的成員。2.2017-2019年5月曾為統一7-ELEVEN獅專屬啦啦隊Uni Girls。3.2020年同步加入Lcg Entertainment旗下女子團體「L.C.G.勵齊女孩」，擔任主唱。4.2020年同步為卡丁車啦啦隊「浩星女孩」成員。4.2023年起同步為桃園璞園領航猿的專屬啦啦隊Pilots Crew成員。 | [ 26 ] |
| 2021   | 馬妹馬萱庭Ma          | 07/01 | 163  | 41       | 1.2017－2019年曾為統一7-ELEVEN獅Uni Girls成員。2.2023年起同步為台啤雲豹專屬啦啦隊電豹女成員。 | [ 27 ] |
| 2021   | 小映廖映慈Ying        | 12/07 | 166  | 7        | 1.2020年曾錄取空服員，但因為疫情的緣故，選擇放棄。2.2022年起同步為新竹攻城獅專屬啦啦隊慕獅女孩成員。3.2023年亞洲職棒冠軍爭霸賽應援啦啦隊成員。4.2024年世界棒球12強賽啦啦隊CT AMAZE成員。 5.2026年世界棒球經典賽資格賽啦啦隊CT AMAZE成員。                                                 | [ 28 ] |
| 2021   | 口水吳宜芳Trina       | 01/08 | 166  | 18       | 1.原藝名「Chris」。2.曾是伊林璀璨之星6、演藝組亞軍，但因學業放棄進入演藝圈的機會。3.2023年起同步為新竹攻城獅的專屬啦啦隊慕獅女孩成員。4.2023年亞洲職棒冠軍爭霸賽應援啦啦隊成員。5.2026年世界棒球經典賽資格賽啦啦隊CT AMAZE成員。                                                          | [ 29 ] |
| 2021   | LIKE賴可芸            | 10/23 | 160  | 13       | 2022-2023年6月曾為台灣啤酒英熊專屬啦啦隊小調啤成員。2023年起同步為福爾摩沙夢想家的專屬啦啦隊Formosa Sexy成員。 | [ 30 ] |
| 2021   | 張晴邱芳靖Ching       | 03/09 | 162  | 39       | 1.原藝名「拉拉」。2.2020年同步加入Lcg Entertainment旗下女子團體「L.C.G.勵齊女孩」高雄隊成員。 | [ 31 ] |
| 2021   | 芮妮傅暄Renee         | 10/04 | 165  | 4        | 過去亦曾是Uni-Girls Junior成員，並曾獲得潛力獎。 | [ 32 ] |
| 2023   | 霖霖李芷霖Lin         | 01/05 | 154  | 0        | 1.曾是競技啦啦隊國手，曾獲得2018年FISU世界大賽啦啦隊錦標賽季軍。2.曾為中華職棒樂天桃猿啦啦隊Rakuten Girls練習生。3.現同步為新竹攻城獅的專屬啦啦隊慕獅女孩成員(隊長)。4.2026年世界棒球經典賽資格賽啦啦隊CT AMAZE成員。                                                                     | [ 33 ] |
| 2023   | 小蛙洪薏婷Wa          | 05/15 | 153  | 55       | 1.2024年起擔任舞蹈總監。2.現同步為Luxy Girl成員。3.菱格世代DD52曾烈焰之心的成員 | [ 34 ] |
| 2023   | Queena鍾庭宇          | 02/05 | 162  | 2        | 1.2020年曾為富邦悍將啦啦隊Fubon Angels成員。2.2021-2023年6月曾為台灣啤酒英熊專屬啦啦隊小調啤成員。3.2023年-2024年曾為臺北台新戰神專屬啦啦隊Taishin Wonders成員。4.現同步為新竹攻城獅專屬啦啦隊慕獅女孩成員。                                                                              | [ 35 ] |
| 2023   | 蘿拉魏詩娗Laura       | 11/19 | 155  | 19       | 1.曾通過CT girls決選，但最終因有顧慮，最終選擇沒有簽約。2.2021-2023年6月曾為T1聯盟台灣啤酒英熊專屬啦啦隊小調啤成員。 | [ 36 ] |
| 2024   | 寧寧徐若寧Ning        | 12/11 | 154  | 92       | 1.2022年8月起擔任練習生，至2024球季轉正。2.現同步為P. LEAGUE+桃園璞園領航猿的專屬啦啦隊Pilots Crew成員。 | [ 37 ] |
| 2024   | 小珍奶王芯羽BubbleTea | 01/21 | 162  | 21       | 1.2023年-2024年曾為臺北台新戰神專屬啦啦隊Taishin Wonders成員。2.2024年起同步為福爾摩沙夢想家啦啦隊Formosa Sexy成員。 | [ 38 ] |
| 2024   | 詩雅陳詩雅Miyabi      | 04/24 | 153  | 44       | 1.前女子偶像團體AKB48 Team TP初代隊長兼小組分隊「Unit Daisy」組長(2015－2022年)2.2023年起同步為新竹攻城獅的專屬啦啦隊慕獅女孩成員。3.雙胞胎妹妹陳詩媛為中華職棒樂天桃猿的專屬啦啦隊樂天女孩成員。                                                                                         |        |
| 2024   | 璦昀董璦昀Yumi        | 11/18 | 152  | 22       | 1.現為KIRABASE所屬女團-KIRIS成員。2.2024成為KIRABASE STARRY在SBL賽事上為彰化柏力力應援加油。3.第43屆威廉瓊斯盃國際籃球邀請賽以KIRABASE STARRY身份在瓊斯盃擔任開場、中場演出啦啦隊。4.2024年世界棒球12強賽啦啦隊CT AMAZE成員。                                                             |        |
| 2024   | 沛沛王沛榆Pei         | 04/24 | 163  | 24       | 現同步為臺北台新戰神啦啦隊Taishin Wonders成員。 |        |
| 2024   | 林襄Mizuki            | 09/05 | 160  | 95       | 1.2021-2023年曾為樂天桃猿啦啦隊Rakuten Girls成員。2.為女團選秀節目炸裂吧！女孩藍隊(PEEKaBloo)成員。3.2026年世界棒球經典賽資格賽啦啦隊CT AMAZE成員。 |        |
| 2024   | 李多慧이다혜Dahye     | 08/04 | 164  | 82       | 1.2019-2022曾為起亞虎啦啦隊成員。2.2023年曾為樂天桃猿啦啦隊Rakuten Girls成員，是疫情過後首位由韓國到海外發展的啦啦隊成員。 |        |
| 2025   | 菲菲李庭瑀Aviva       | 10/28 | 166  | 17       | 1.2019-2024年曾為樂天桃猿啦啦隊Rakuten Girls成員。2.2024年世界棒球12強賽啦啦隊Premier 12 STARS成員。3.現同步為臺北台新戰神啦啦隊Taishin Wonders成員。 |        |
| 2025   | Yuri陳洛心            | 06/29 | 167  | 6        | 1.2019-2024年曾為樂天桃猿啦啦隊Rakuten Girls成員。2.2017－2018年曾為統一獅啦啦隊Uni Girls成員。 |        |
| 2025   | 柳柳柳昕妤Yuxy        | 10/11 | 166  | 66       | 1.2024年世界棒球12強賽啦啦隊Premier 12 STARS成員。2.2024年7月參與「全心全意為妳Dragon Beauties小龍女徵選會」晉級成為練習生。2025年1月轉正。3.現同步為臺北台新戰神啦啦隊Taishin Wonders成員。                                                                                              |        |
| 2025   | 靜靜李依靜Yuna        | 01/05 | 153  | 99       | 2024年7月參與「全心全意為妳Dragon Beauties小龍女徵選會」晉級成為練習生。2025年1月轉正。 |        |
| 2025   | 佩霓鄭佩欣Penny       | 04/22 | 155  | 90       | 2024年7月參與「全心全意為妳Dragon Beauties小龍女徵選會」晉級成為練習生。2025年1月轉正。 |        |
| 2025   | 群群卓立群Keke        | 10/31 | 154  | 35       | 1.2024年7月參與「全心全意為妳Dragon Beauties小龍女徵選會」晉級成為練習生。2025年1月轉正。2.2021-2022年曾為新竹攻城獅專屬啦啦隊慕獅女孩成員。 |        |
| 2025   | 金娜妍김나연NaYeon    | 05/07 | 164  | 9        | 1.2020-2021曾為樂天巨人啦啦隊成員。2.2022-2023曾為NC恐龍啦啦隊成員。3.目前同步為韓華鷹啦啦隊成員。 |        |
| 2025   | 權喜原권희원HeeWon    | 03/07 | 168  | 37       | 2025曾為斗山熊啦啦隊成員。 |        |

### 練習生
| 年分 | 藝名本名英文         | 生日  | 身高 | 專屬背號 | 備註 | 來源 |
| 2024 | 美奈各務禮美奈Remina | 09/25 | 165  |          |      |      |
| 2024 | 姵宸徐姵宸Peichen    | 01/30 | 161  |          |      |      |
| 2024 | 掌沛掌沛妤Piiyu      | 07/04 | 155  |          |      |      |
| 2024 | 瑄瑄邱怡瑄Aries      | 04/18 | 160  |          |      |      |
| 2024 | 貝拉吳伊仙Bella      | 11/03 | 158  |          |      |      |

### 離隊成員
- 管理團隊

| 年份            | 職稱     | 藝名   | 本名   | 英文 | 生日  | 專屬背號 | 備註 |
| 2019/09-2024/03 | 舞蹈總監 | 艾蜜絲 | 李芝宇 | Amis | 08/06 | 86       | 1.2013-2016年Lamigo桃猿LamiGirls成員2.2017-2018年富邦悍將Fubon Angels成員3.2020-2021年新竹攻城獅慕獅女孩第一屆團長。 |

- 過去成員

| 年分      | 藝名本名英文      | 生日  | 專屬背號 | 備註 | 來源                 |
| 2019      | 嗨獎 （現:筠熹）  | 09/27 | 不適用   | 本名鄭筠熹，曾為2012年在日本出道的臺灣女子偶像團體天氣女孩成員，2019年成軍時加入，2020年春訓前因個人生涯規劃離隊，轉隊加入樂天桃猿Rakuten Girls，2021擔任副隊長。 | [ 39 ] [ 40 ]        |
| 2019      | 小mia （現:艾融） | 04/13 | 不適用   | 本名林佩姍，國立臺北大學企管系畢，2017年起藝名變更為「林珮珊」，2020年起藝名再變更為「林艾融」。前LamiGirls啦啦隊員，2019年成軍時加入，2020年春訓前因個人生涯規劃離開離隊，並以主持人的身份回鍋樂天桃猿隊。 | [ 41 ] [ 40 ]        |
| 2019-2021 | 梔梔              | 06/07 | 不適用   | 與同隊隊友心璇被球迷合為「梔心好友」，而後來此組合被梔梔想的諧音雙關而成為「璇外梔音」。2020年同步為卡丁車啦啦隊「浩星女孩」成員。2021-2022曾加入臺南台鋼獵鷹啦啦隊Wings Girls。2022-2023擔任T1聯盟、麥卡貝網路節目主持人。2024宣布加入樂天桃猿旗下啦啦隊樂天女孩。 | [ 42 ] [ 43 ]        |
| 2019-2022 | 采依              | 03/02 | 11       | 本名李弈逸，藝名「OneOne 李采依」，國立臺灣藝術大學美術學系畢業，曾為美術老師及展場主持人。2015年曾為中華民國棒球代表隊（簡稱中華成棒隊）專屬啦啦隊CT Girls成員，之後2016年亦曾為中華職棒Lamigo桃猿專屬啦啦隊Lamigirls 成員。 | [ 44 ] [ 45 ]        |
| 2019-2022 | 君白              | 07/14 | 14       | 本名謝君白，國立臺灣藝術大學舞蹈系學士及國立臺北藝術大學舞蹈學系碩士畢業。曾為卡丁車啦啦隊「浩星女孩」成員，以及男子職業籃球臺南台鋼獵鷹啦啦隊Wings Girls。亦曾擔任魅力特賣會網路廣告女主角，及Mizuno美津濃網路廣告女主角。擁有個人YT頻道Chunpai 裙襬搖搖。2022年起，同步為臺灣男子職業籃球聯盟P. LEAGUE+新竹攻城獅的專屬啦啦隊慕獅女孩成員。2023年加入中信兄弟Passion Sisters並同步加入中信特攻啦啦隊。 | [ 註 4 ] [ 46 ]      |
| 2021      | Ruby              | 03/01 | 不適用   | 本名郭蕙慈。曾為Dragons Beauties小龍女中，年紀最小的成員。慈明高中廣告設計科畢業，現為嶺東科技大學學生。曾使用藝名「宅宅」。2021年8月16日因生涯規劃考量，而由球團公告離隊。 |                      |
| 2021-2022 | CHOCO             | 04/20 | 5        | 本名吳芊螢，原就讀崑山科技大學公共關係暨廣告系，後轉學至南台科技大學機械工程系畢業。 |                      |
| 2022      | Jessy             | 04/26 | 不適用   | 本名許嘉欣，銘傳大學經濟學系畢業。過去曾錄取陸籍航空公司的空服員，亦曾為rainbow girls舞團成員。因神似女藝人阿部瑪利亞，被球迷譽為「中職阿部瑪利亞」。2021年曾為富邦悍將啦啦隊Fubon Angels成員，2022年暫加入Dragon Beauties 小龍女因身體不適而整季報銷，2023年回歸富邦悍將啦啦隊Fubon Angels成員 | [ 47 ] [ 48 ] [ 49 ] |
| 2019-2023 | 軒軒吳軒宜Syuanyi | 07/21 | 82       | 1.曾為統一7-ELEVEN獅Uni Girls（2017－2019年季初）。2.2020年同步加入Lcg Entertainment旗下女子團體「L.C.G.勵齊女孩」成員。 | [ 50 ]               |
| 2022      | 講薑蔣佳沂Jiang   | 05/26 | 20       | 1.現為KIRABASE三創基地星辰偶像。2.現為臺北台新戰神專屬啦啦隊Taishin Wonders 成員。 | [ 51 ]               |
| 2021-2024 | 小螞蟻楊明裕Mic   | 07/07 | 69       | 1.原藝名「螞蟻哥哥」。2.曾是螢火蟲劇團成員。3.台灣中華職棒史上第一位男性啦啦隊隊員。4.2025年起轉任球場主持人。 | [ 52 ]               |

### 歷任隊長與副隊長
| 年份 | 隊長               | 副隊長             |
| 2019 | 無隊長、副隊長職位 | 無隊長、副隊長職位 |
| 2020 | 琪琪               | 無副隊長職位       |
| 2021 | 琪琪               | 無副隊長職位       |
| 2022 | 琪琪               | 無副隊長職位       |
| 2023 | 琪琪               | 無副隊長職位       |
| 2024 | 小映 李多慧        | 霖霖               |

## 備註
1. ↑  .   [2020-03-20]. （原始内容存档于2020-03-20）.
2. ↑  官方徵募廣告
3. ↑  發音為「ㄓㄓ」。
4. ↑  影片片段

## 外部連結
- 味全龍官方網站 （页面存档备份，存于） （繁體中文）
- 每日C Dragons Beauties的Facebook專頁 （繁體中文）
- 每日C Dragon Beauties的Instagram帳戶 （繁體中文）